# 111 Huntington Avenue
Le 111 Huntington Avenue est un gratte-ciel de 169 mètres de hauteur construit à Boston aux États-Unis de 1999 à 2002 dans un style post-moderne. Il fait partie du Prudential Center.
L'architecte est l'agence Childs Bertman Tseckares.